# Fortunato (película)
Fortunato es una película española de tragicomedia estrenada en 1942, escrita y dirigida por Fernando Delgado y protagonizada por Antonio Vico, Carmen Carbonell y Florencia Bécquer.
El guion está basado en una obra teatral homónima de los Hermanos Álvarez Quintero de 1912. 

## Sinopsis
Fortunato es un pobre hombre, ingenuo y torpe padre de familia, que se ha quedado sin trabajo. Preocupado por el futuro de su mujer Rosario y sus tres hijos va probando suerte en todos los empleos que encuentra. Parece que su nombre de pila no es acorde con su suerte ya que, aunque lo intenta, la fortuna no le sonríe y siempre le acaban despidiendo.

## Reparto
- Antonio Vico - Fortunato
- Carmen Carbonell - Rosario
- Florencia Bécquer - Amaranta
- Anselmo Fernández - Victorio
- Manuel San Román - Alberto
- José Alburquerque - Maître
- María Luisa Arias - Constanza
- Joaquina Carreras - Remedios
- Pablo Hidalgo - Cabo de Comparsas
- Mariano Alcón - Sabatino
- Pedro Chicote - Glotter
- Emilio Santiago
- Pastora Peña

## Premios
La película recibió un montante de 250.000 ptas., correspondientes a la sexta posición en los Premios del Sindicato Nacional del Espectáculo de 1942.